# La noche del 10
La noche del 10 fu un programma televisivo andato in onda nel 2005, per una sola stagione, sul canale El Trece in Argentina. Condotto dall'ex calciatore Diego Armando Maradona, fu composto da 13 puntate.

## Storia
Nel 2005 l'emittente Canale 13 decise di affidare a Maradona la conduzione di un programma basato sul calcio, principalmente andando a ripercorrere alcune tappe della carriera dell'ex calciatore.
L'ospite della prima puntata fu Pelé; venne toccata la quota del 30% di share. Altri ospiti delle successive puntate furono i "colleghi" Ronaldo e Zinédine Zidane, il politico cubano Fidel Castro, i pugili Roberto Durán e Mike Tyson, il cantante Robbie Williams e la presentatrice Raffaella Carrà.